# Comuna Mîhailivka, Sînelnîkove
Mîhailivka (în ucraineană Михайлівка) este o comună în raionul Sînelnîkove, regiunea Dnipropetrovsk, Ucraina, formată din satele Mîhailivka (reședința), Pavlivka și Vasîlivka.

## Demografie
Componența lingvistică a satului Mîhailivka
     Ucraineană (88,54%)
     Rusă (8,38%)
     Alte limbi (0,26%)
Conform recensământului din 2001, majoritatea populației satului Mîhailivka era vorbitoare de ucraineană (88,54%), existând în minoritate și vorbitori de rusă (8,38%).